# Robert Nemeth (Leichtathlet)
Robert Nemeth (* 5. Juni 1958 in Hofors, Schweden; † 15. Dezember 2015 in Mauerbach, Niederösterreich) war ein österreichischer Mittel- und Langstreckenläufer. Er nahm an verschiedenen nationalen und internationalen Wettkämpfen teil und errang insgesamt 28 Staatsmeistertitel in der allgemeinen Klasse von 800 bis 10.000 Meter.

## Sportlicher Werdegang
Schied er noch bei den Leichtathletik-Europameisterschaften 1978 Über 1500 Meter aus, zog bei den drauf folgenden Olympischen Spielen 1980 in Moskau in das Halbfinale ein. Bei den Halleneuropameisterschaften 1981 in Grenoble wurde er Sechster über die Strecke von 3000 Meter (real 2820 m). 
1982 wurde er jeweils Vierter bei den Halleneuropameisterschaften in Mailand über 3000 Meter und bei den Europameisterschaften in Athen über 1500 Meter.
Bei den Weltmeisterschaften 1983 in Helsinki erreichte er das Halbfinale. Jeweils Sechster wurde er bei den Halleneuropameisterschaften 1984 in Göteborg über 1500 Meter und 1985 in Piräus über 3000 Meter.
Dreimal wurde er österreichischer Meister über 800 Meter (1978, 1981, 1982), fünfmal über 1500 Meter (1981–1985), zweimal über 10.000 Meter (1986, 1987) und viermal im Crosslauf auf der Kurzstrecke (1981, 1982, 1984, 1987). In der Halle errang er je drei nationale Titel über 800 Meter (1980–1982) und 1500 Meter (1981, 1982, 1985).
Bis heute sind noch seine österreichischen Rekorde über 1 Meile, 2000 Meter sowie der Hallenrekord über 1500 Meter ungebrochen.
Robert Nemeth verstarb am 15. Dezember 2015 nach schwerer Krankheit im Alter von 57 Jahren in Mauerbach.

## Persönliche Bestzeiten
- 800 m: 1:48,65 min, 23. Juli 1983, Ebensee
  - Halle: 1:49,4 min, 15. Februar 1981, Wien
- 1000 m: 2:18,20 min, 2. September 1982, Schwechat (österreichischer Rekord, am 17. Juni 2014 von Andreas Vojta auf 2:18,06 verbessert)
- 1500 m: 3:35,80 min, 29. August 1984, Koblenz
  - Halle: 3:38,50 min, 16. Februar 1985, Wien (österreichischer Rekord)
- 1 Meile: 3:52,42 min, 9. September 1981, Rieti (österreichischer Rekord)
  - Halle: 3:57,4 min, 19. Februar 1982, San Diego
- 2000 m: 4:59,56 min, 8. August 1984, Klagenfurt (österreichischer Rekord)
- 3000 m: 7:44,08 min, 17. August 1984, Berlin
  - Halle: 7:48,01 min, 3. Februar 1984, Budapest
- 5000 m: 13:35,90 min, 16. Mai 1984, Koblenz
- 10.000 m: 29:01,20 min, 1. Mai 1982, Mistelbach
- 3000 m Hindernis: 8:42,98 min, 23. Mai 1981, Götzis